# 宗座社会科学院

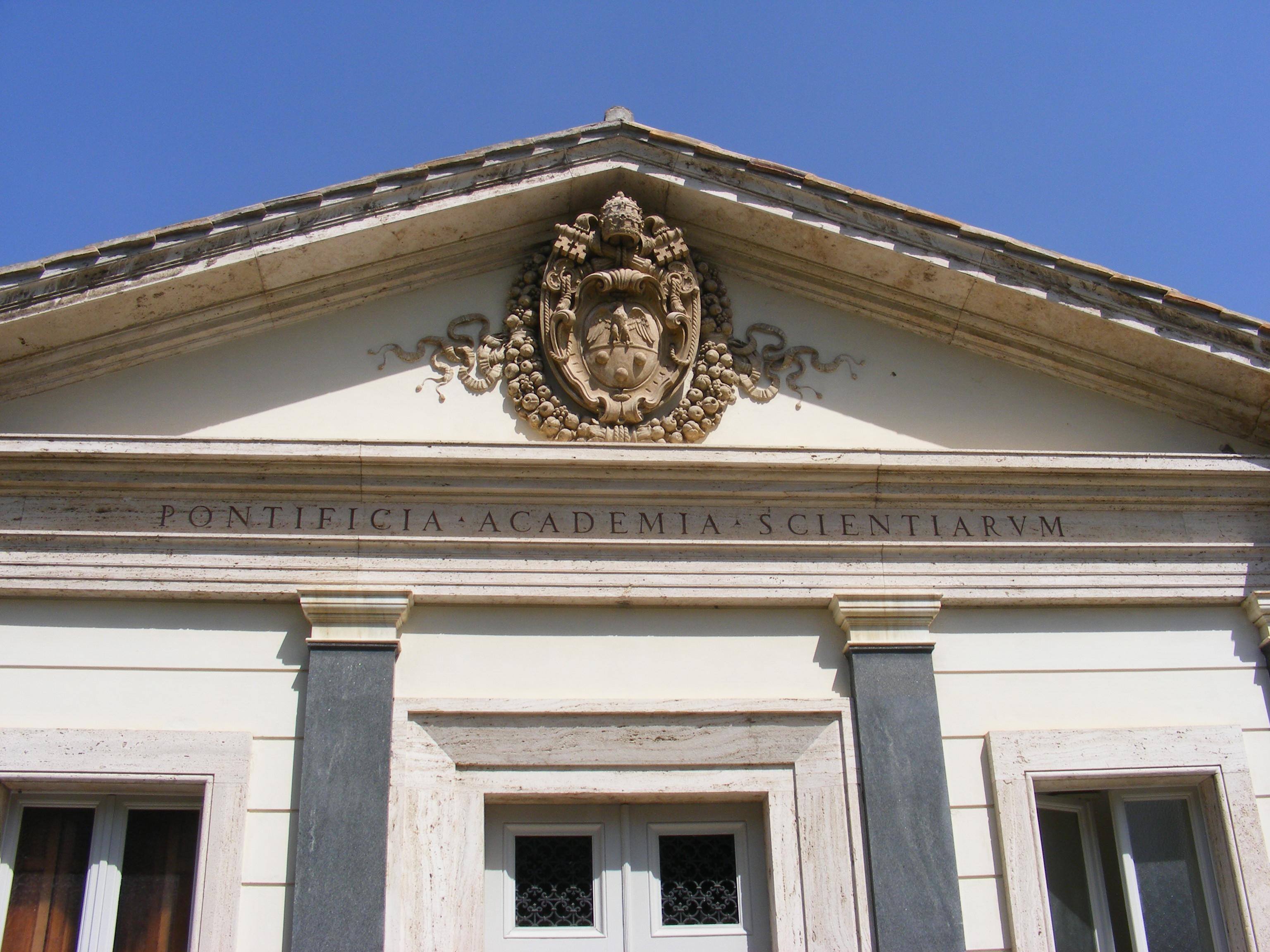
入口

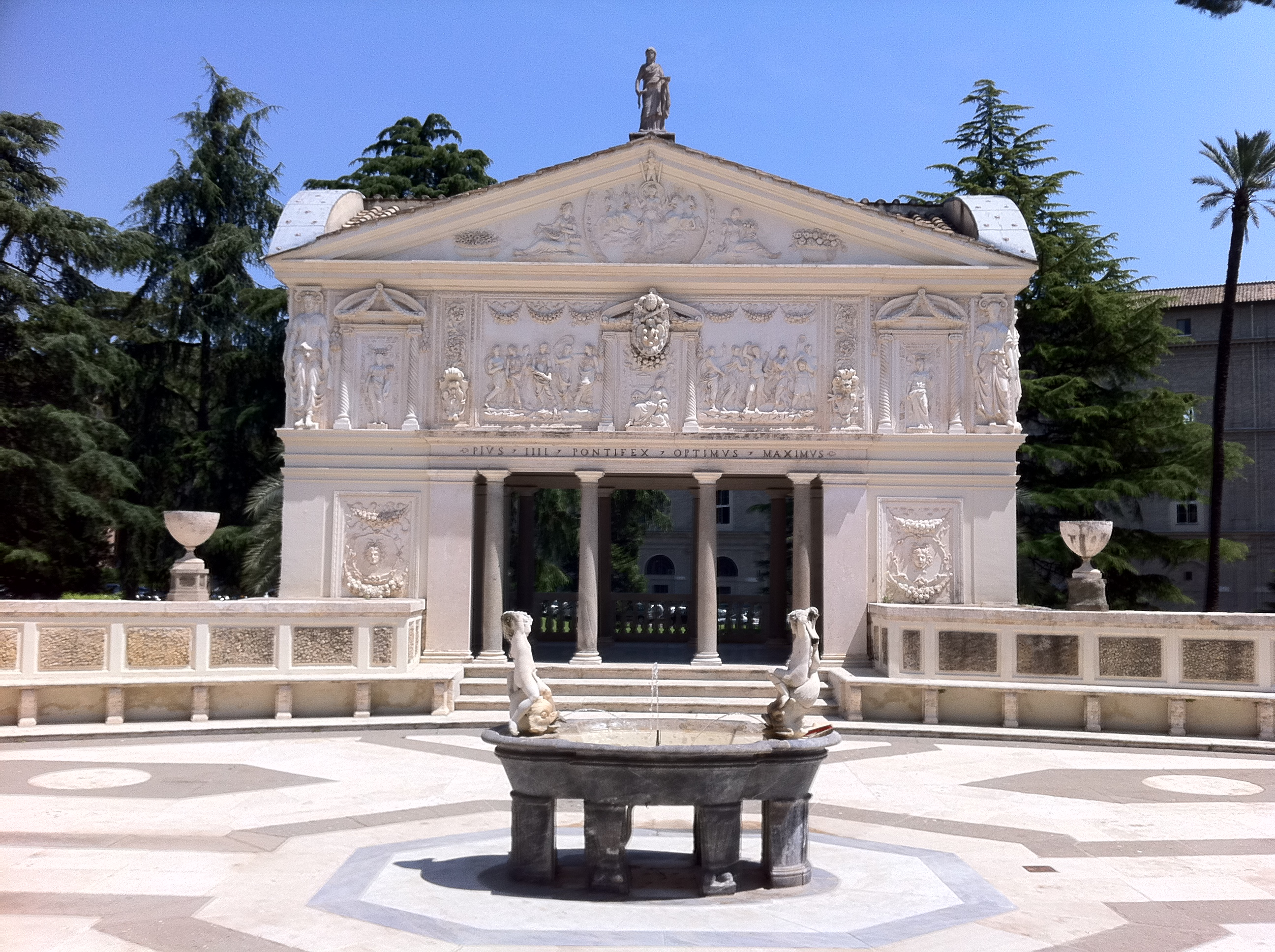
中庭

宗座社会科学院（拉丁語：Pontificia Academia Scientiarum Socialium）是一个位于梵蒂冈的社会科学院。

## 历史
教宗若望·保禄二世於1994年1月1日创立社會科學院。該社會科學院是宗座学院之一，主要研究社会科学，包括经济学、社会学、法学、政治科学等。現任主席為斯德望·扎馬尼教授。